# Nonnenberg (Tabarz)
Nonnenberg war ein nur etwa 40 Jahre selbständiger Ortsteil der Gemeinde Bad Tabarz im Landkreis Gotha in Thüringen.

## Geschichte
Der Tabarzer Straßenname „Mönchhof“ verweist auf den zum Kloster Reinhardsbrunn gehörenden Klosterhof bei Cabarz, der wohl um 1400 entstanden war, als dieses Kloster in den Besitz der Dörfer Cabarz und Großtabarz sowie der Wüstung „Uttichrodt“ (auch Utterodt) gelangt war. Als Folge der Bauernerhebung von 1525 wurde das Reinhardsbrunner Kloster und zugehörige Höfe überfallen und geplündert. Die Säkularisation der in Staatsbesitz übernommenen Klosterbesitzungen hatte den Verkauf des Klosterhofes (Mönchehof) an die in herzoglichen Diensten stehende Familie von Uetterodt zur Folge, die bereits in umliegenden Orten und mit der Scharfenburg bei Ruhla belehnt war. Um 1600 traten die Uetterodts diesen Splitterbesitz an den Landesherren unter nicht bekannten Umständen ab. Anfang des 17. Jahrhunderts fiel der Wald an die Wintersteiner Linie der Herren von Wangenheim.
Ein Großbrand vernichtete im Jahr 1821 Teile des Ortes Großtabarz, viele Einwohner wurden obdachlos. Ein Teil der betroffenen Bevölkerung verließ die Ortschaft um sich am Ortsrand des Nachbardorfes Cabarz beim dort befindlichen „Mönchhof“ neu anzusiedeln, die genauen Umstände sind noch unbekannt. Es entstanden etwa 20 neue Häuser und Gehöfte. Die neuen (alten) Nachbarn der Cabarzer verwiesen auf den 1809 durch Kauf erworbenen Nonnenberg, als sie den Ortsnamen wählten. Es kam schon bald zu Spannungen mit den Cabarzer Nachbarn, da die Aufteilung der erworbenen Flächen und die Nutzung des Waldes durch die neuen Umstände geändert werden sollten. Die Flurgangsakten von 1827 und 1829 belegen die Anteile der jeweiligen Orte am wangenheimschen Vorbesitz im Uttichrodt und am Nonnenberg. Bis 1866 blieb der Ort Nonnenberg politisch eigenständig.